# Paramenophia chilensis
Paramenophia chilensis is een eenoogkreeftjessoort uit de familie van de Thalestridae. De wetenschappelijke naam van de soort is voor het eerst geldig gepubliceerd in 1954 door Lang.